# Berlin & Beyond Film Festival
Berlin & Beyond Film Festival är en filmfestival som hålls i San Francisco i USA varje år. Festivalen är sponsrad av Goethe-Institutet. I festivalen medverkar nya filmer från Tyskland, Österrike och Schweiz.